# NGC 4165
NGC 4165 este o intermediate spiral galaxy⁠(d) situată în constelația Fecioara. A fost descoperită în 8 aprilie 1864 de către Heinrich Louis d'Arrest. Se află la o distanță de 32 de megaparseci de Pământ.